# دمیتری وولکوف
دمیتری وولکوف (روسی: Дмитрий Аркадъевич Волков؛ زادهٔ ۳۰ مارس ۱۹۶۶ – درگذشتهٔ ۱۶ ژانویهٔ ۲۰۲۵) شناگر اهل اتحاد جماهیر شوروی بود.